# Alexander George Cheyne
Pour les articles homonymes, voir Cheyne.
Alexander George Cheyne, né le 28 avril 1907 et décédé le 5 juillet 1983, était un footballeur écossais évoluant au poste d'avant-centre.

## Biographie
International écossais en 1929 et 1930, il honore cinq sélections pour quatre buts. Il marqua un triplé face à la Norvège et un but sur corner direct face à l'Angleterre à l'occasion de sa première sélection. À la suite de ces performances, Cheyne est recruté par Chelsea en 1930. Il rejoint ensuite le championnat de France et le SC Nîmes pour deux saisons avant d'achever sa carrière à Chelsea.
Après sa carrière de joueur il s'essaya sans succès au métier d'entraîneur.